# 北屯庄

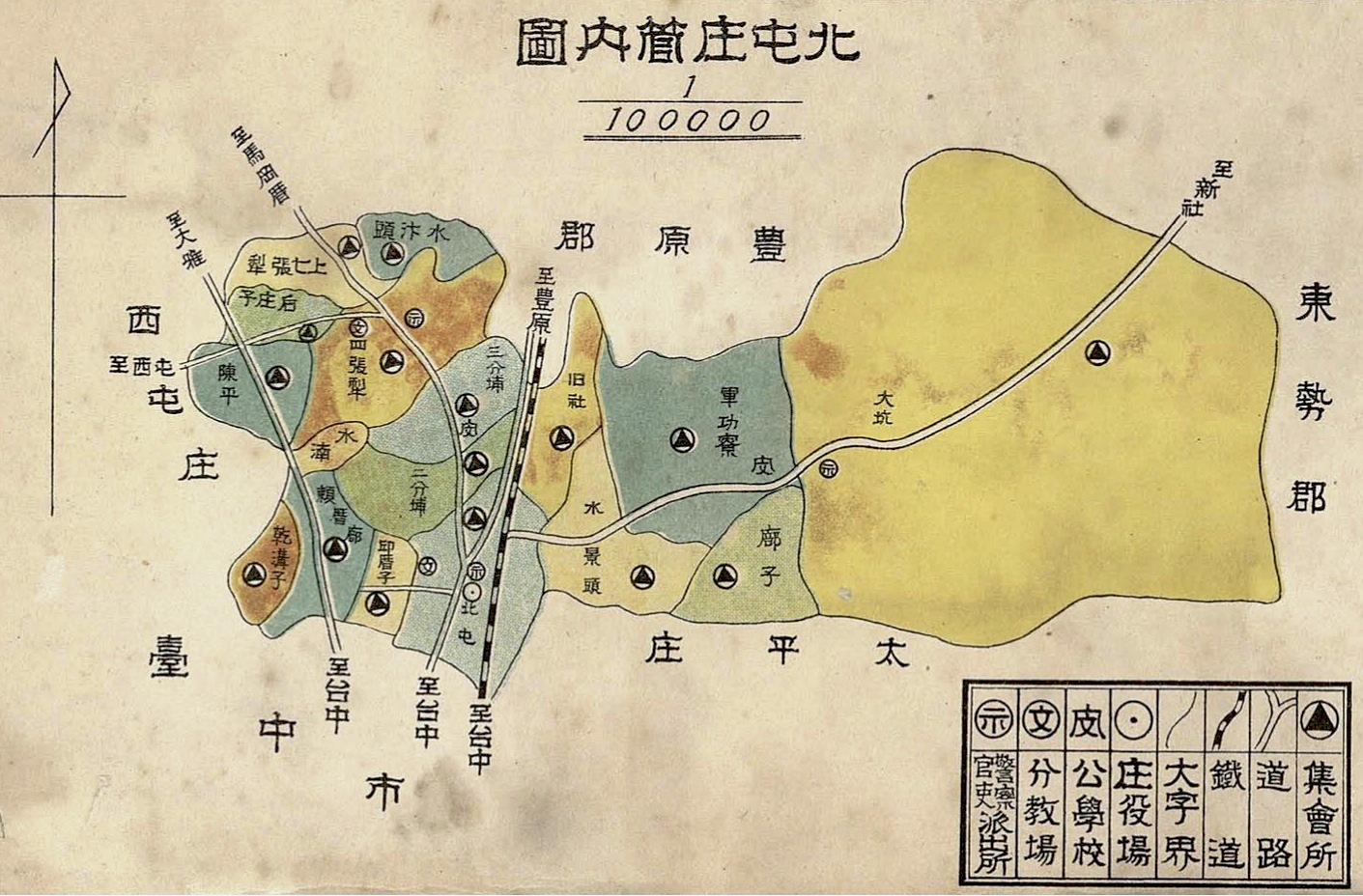
北屯庄時期的行政區劃圖

北屯庄，為1920年~1945年間存在之行政區，轄屬台中州大屯郡。今台中市北屯區。

## 街庄原名
原屬臺中廳
- 捒東下堡三十張犁區與四張犁區下之三十張犂庄（後改稱北屯庄）、二分埔庄、舊社庄、軍功藔庄、廍仔庄、水景頭庄、邱厝仔庄、賴厝廍庄、乾溝仔庄、四張犁庄、水汴頭、三分埔庄、水湳庄、後庄仔庄、上七張犁庄、陳平庄
- 捒東上堡新社區之大坑庄

## 行政區劃
北屯庄轄域內分為北屯、二分埔、舊社、軍功寮、廍子、水景頭、邱厝子、賴厝廍、乾溝子、四張犁、水汴頭、三分埔、水湳、後庄子、上七張犁、陳平、大坑十七個大字。
邱厝子、賴厝廍、乾溝子於日治末期併入台中市，戰後屬北區。

## 設施
官署
- 北屯庄役場
- 北屯警察官吏派出所
- 大坑警察官吏派出所
- 四張犁警察官吏派出所

學校
- 北屯公學校
- 北屯公學校北屯分教場
- 軍功寮公學校

會社
- 北屯信用購買販賣利用組合
- 四張犁信用販賣購買利用組合
- 大坑信用購買販賣利用組合
- 台中鳳梨罐詰株式會社